# Squatina legnota
Squatina legnota är en hajart som beskrevs av Last och White 2008. Squatina legnota ingår i släktet Squatina och familjen havsänglar. IUCN kategoriserar arten globalt som otillräckligt studerad. Inga underarter finns listade i Catalogue of Life.